# Constantinus Fidelio Coene

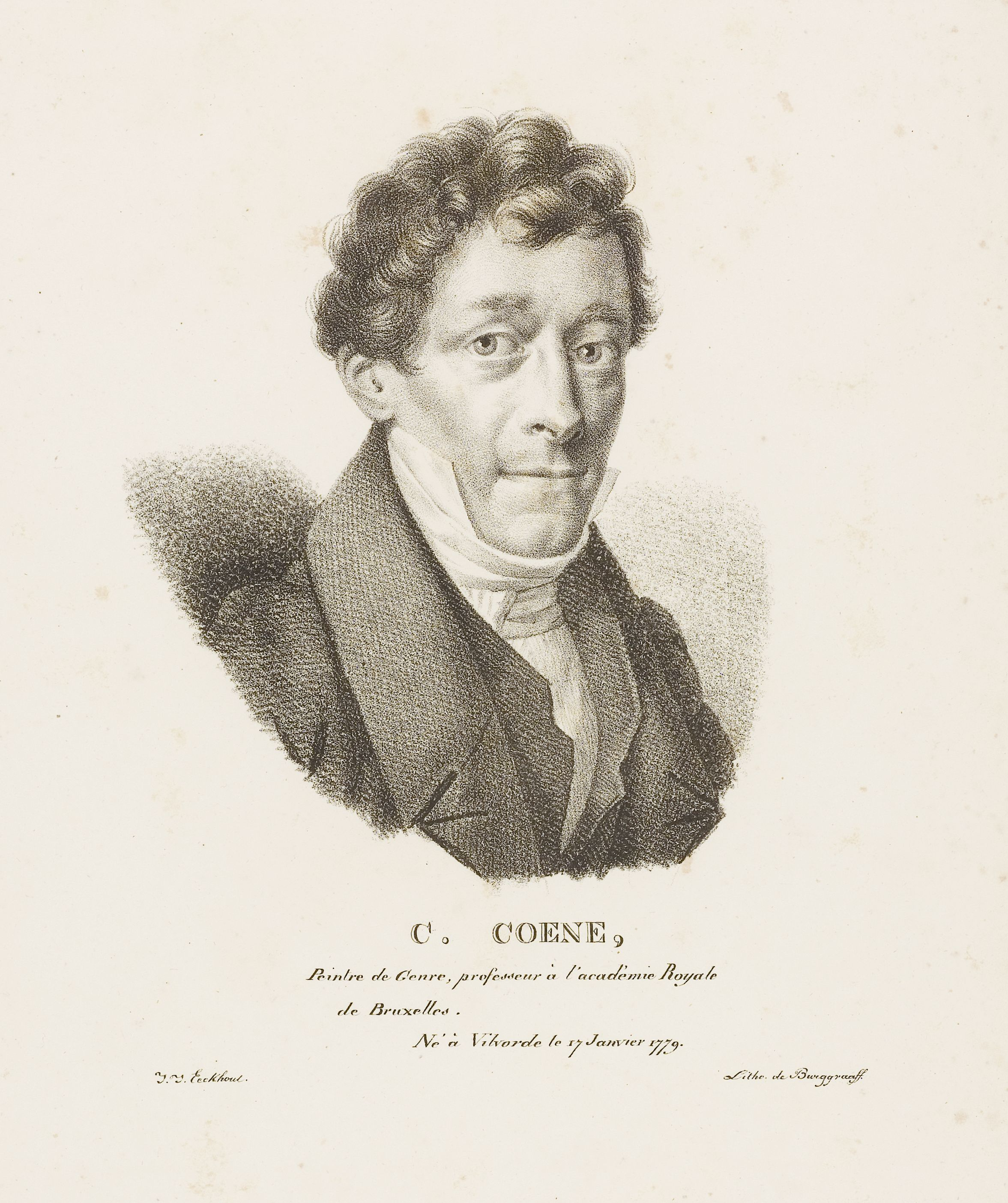
Constantin Coene

Constantinus Fidelio Coene (* Dezember 1779 in Vilvoorde; † 20. August 1841 in Brüssel) war ein belgischer Historien- und Genremaler sowie Radierer und Lithograf.
Er studierte zuerst in Brüssel bei Hendrik van Assche (1774–1841), ging aber 1809 nach Amsterdam und studierte bei Pieter Bartholomeusz Barbiers (1772–1831). Anschließend kehrte er für weitere Studien an der Académie royale des Beaux-Arts de Bruxelles nach Brüssel zurück. 1804 gewann er den ersten Preis für „Zeichnen aus der Natur“. 

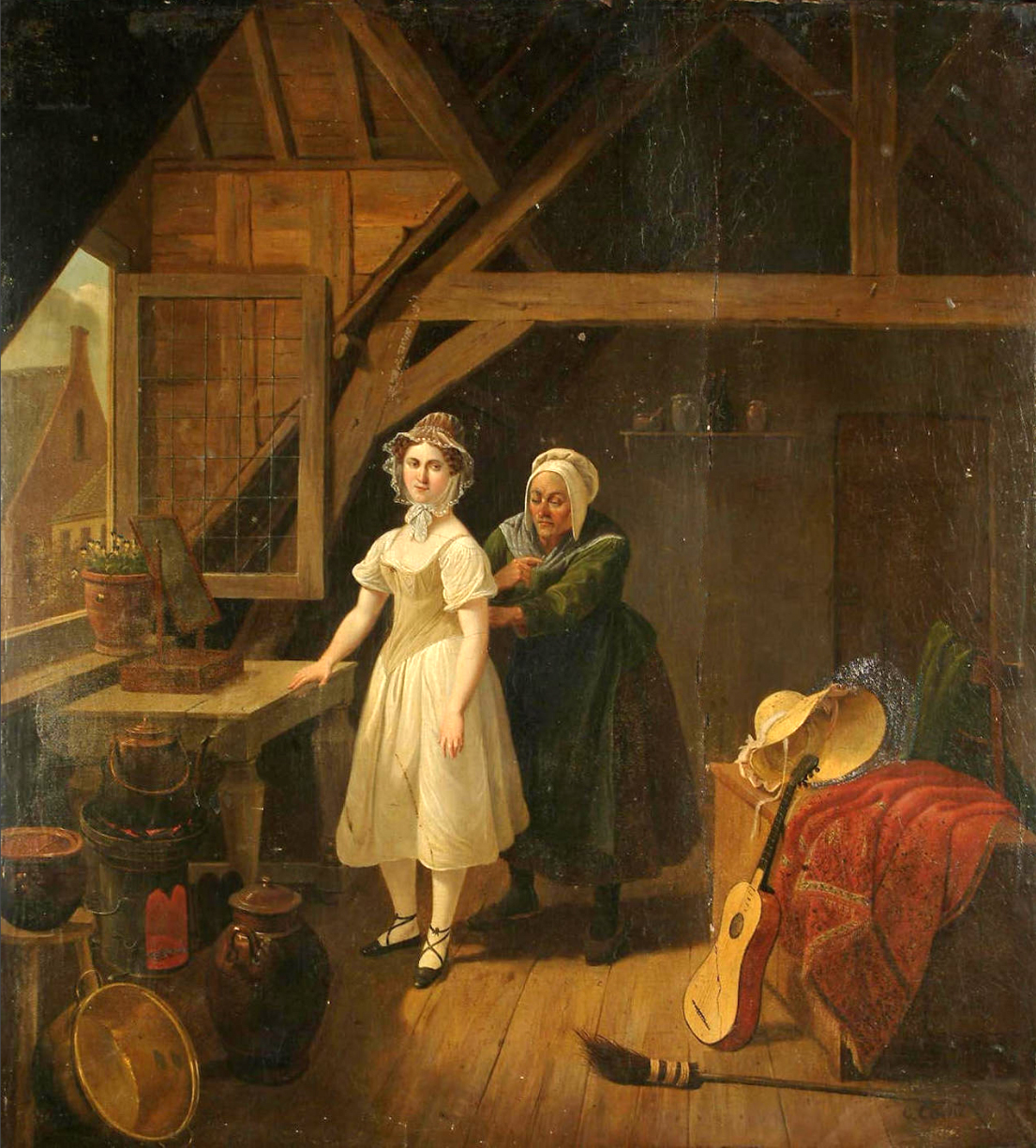
Das Schnüren eines Korsetts

1820 wurde er Lehrer an der „Académie de Peinture“ in Brüssel in den Fächern „Prinzipien“ und „Zeichnen nach alten Vorbildern“. Dort blieb er bis zu seinem Tod 1841 Lehrer.
In der Verlags- und Lithografieanstalt von Guillaume-Philidor Van den Burggraaff erschien 1825 eine Sammlung seiner Lithografien.
Bei einer Ausstellung in Gent im Jahr 1808 erhielt er die Goldmedaille mit seinem Gemälde „Rubens erhält von Karl I. von England das Schwert, mit dem er zum Ritter geschlagen wurde“. 
Er stellte noch 1817 und 1826 in Gent aus.
Das Gemälde „Ein Soldat kehrt nach der Schlacht von Waterloo in das Elternhaus zurück“ brachte ihm viel Lob. Es wurde 1817 von Wilhelm I., König der Niederlande, an das damalige Museum der Schönen Künste in Brüssel gestiftet. Das Gemälde „Schlacht von Waterloo“ wurde vom Prince of Wales, später König George IV., gekauft. 